# Ђенцоне
Ђенцоне (итал. Genzone) је насеље у Италији у округу Павија, региону Ломбардија.
Према процени из 2011. у насељу је живело 358 становника. Насеље се налази на надморској висини од 71 м.

## Становништво
| 1936. | 1951. | 1961. | 1971. | 1981. | 1991. | 2001. | 2011. |
| ----- | ----- | ----- | ----- | ----- | ----- | ----- | ----- |
| 638   | 630   | 529   | 499   | 441   | 397   | 345   | 358   |